# Летісія Костас
Летісія Костас (ісп. Leticia Costas; нар. 22 березня 1990) — колишня іспанська тенісистка.
Найвищу одиночну позицію світового рейтингу — 179 місце досягла 11 липня 2011, парну — 170 місце — 23 липня 2012 року.
Здобула 1 одиночний та 7 парних титулів туру ITF.
Завершила кар'єру 2013 року.

## Фінали ITF
| турніри $100,000 |
| турніри $75,000  |
| турніри $50,000  |
| турніри $25,000  |
| турніри $10,000  |

### Фінали в одиночному розряді: 7 (1–6)
| Результат | Ранг | Дата              | Турнір                  | Покриття | Суперниця у фіналі      | Рахунок у фіналі |
| Поразка   | 1.   | 28-Aug-2007       | Мольєрусса, Іспанія     | Тверде   | Сара дель Барріо Арагон | 0–6, 3–6         |
| Поразка   | 2.   | 24 листопада 2008 | Ла-Валь-д'Уйшо, Іспанія | Ґрунт    | Ема Бургич-Буцко        | 2–6, 1–6         |
| Поразка   | 3.   | 7 грудня 2009     | Бенікарло, Іспанія      | Ґрунт    | Лаура Поус Тіо          | 1–6, 1–6         |
| Перемога  | 4.   | 19 липня 2010     | Ла-Корунья, Іспанія     | Ґрунт    | Марія Тереса Торро Флор | 1–6, 6–4, 6–3    |
| Поразка   | 5.   | 10 жовтня 2010    | Мадрид, Іспанія         | Ґрунт    | Елена Богдан            | 4–6, 2–6         |
| Поразка   | 6.   | 13 березня 2011   | Мадрид, Іспанія         | Ґрунт    | Лара Арруабаррена       | 4–6, 2–6         |
| Поразка   | 7.   | 13 червня 2011    | Монпельє, Франція       | Ґрунт    | Бібіана Схофс           | 4–6, 4–6         |

### Фінали в парному розряді: 23 (7–16)
| турніри $100,000 |
| турніри $75,000  |
| турніри $50,000  |
| турніри $25,000  |
| турніри $10,000  |

| Результат | Ранг | Дата              | Турнір                        | Покриття   | Партнерка             | Суперниці у фіналі                               | Рахунок у фіналі |
| Перемога  | 1.   | 12 листопада 2007 | Майорка, Іспанія              | Ґрунт      | Майте Габаррус-Алонсо | Василіса Давидова Єлизавета Точиловська          | 7–5, 6–2         |
| Поразка   | 2.   | 4 лютого 2008     | Майорка, Іспанія              | Ґрунт      | Майте Габаррус-Алонсо | Ліза Сабіно Валентіна Сульпіціо                  | 3–6, 6–7         |
| Поразка   | 3.   | 11 лютого 2008    | Майорка, Іспанія              | Ґрунт      | Майте Габаррус-Алонсо | Полона Герцог Штефані Фогт                       | 6–7, 3–6         |
| Перемога  | 4.   | 22 вересня 2008   | Гранада, Іспанія              | Тверде     | Майте Габаррус-Алонсо | Регіна Куликова Ірена Павлович                   | walkover         |
| Поразка   | 5.   | 6 грудня 2008     | Вінарос, Іспанія              | Ґрунт      | Єра Кампос Моліна     | Лусія Сайнс Чагла Бююкакчай                      | 4–6, 6–3, [7–10] |
| Поразка   | 6.   | 11 лютого 2009    | Майорка, Іспанія              | Ґрунт      | Лусія Сайнс           | Ребека Боу Ногейро Фатіма-Захра Ель-Алламі       | 4–6, 1–6         |
| Поразка   | 7.   | 27 квітня 2009    | Вік (Іспанія), Іспанія        | Ґрунт      | Лусія Сайнс           | Крістіна Санчес-Кінтанар Ірене Сантос-Браво      | 5–7, 5–7         |
| Перемога  | 8.   | 25 травня 2009    | Тортоса, Іспанія              | Ґрунт      | Єра Кампос Моліна     | Сара дель Барріо Арагон Крістіна Санчес-Кінтанар | 6–3, 6–1         |
| Поразка   | 9.   | 15 листопада 2009 | Майорка, Іспанія              | Ґрунт      | Інес Феррер Суарес    | Роміна Опранді Лаура Поус Тіо                    | 6–7, 2–6         |
| Поразка   | 10.  | 5 липня 2010      | Вальядолід, Іспанія           | Тверде     | Єра Кампос Моліна     | Анна Сміт Мелані Клаффнер                        | 3–6, 6–2, [7–10] |
| Поразка   | 11.  | 24 липня 2010     | Ла-Корунья, Іспанія           | Ґрунт      | Інес Феррер Суарес    | Джейд Гоппер Вікторія Ларр'єр                    | 6–7, 1–6         |
| Поразка   | 12.  | 25 вересня 2010   | Бухарест, Румунія             | Ґрунт      | Ева Фернандес Бругес  | Ірина-Камелія Бегу Елена Богдан                  | 1–6, 3–6         |
| Перемога  | 13.  | 7 березня 2011    | Мадрид, Іспанія               | Ґрунт      | Ніколе Клеріко        | Евеліна Майр Джулія Майр                         | 6–0, 6–1         |
| Поразка   | 14.  | 25 червня 2011    | Періге, Франція               | Ґрунт      | Інес Феррер Суарес    | Флоренсія Молінеро Еріка Сема                    | 2–6, 6–3, [7–10] |
| Поразка   | 15.  | 24 липня 2011     | Ла-Корунья, Іспанія           | Ґрунт      | Інес Феррер Суарес    | Тімеа Бабош Вікторія Ларр'єр                     | 5–7, 3–6         |
| Поразка   | 16.  | 23 вересня 2011   | Фоджа, Італія                 | Ґрунт      | Інес Феррер Суарес    | Жанетта Гусарова Рената Ворачова                 | 1–6, 2–6         |
| Поразка   | 17.  | 14 жовтня 2011    | Сан-Кугат-дал-Бальєс, Іспанія | Ґрунт      | Інес Феррер Суарес    | Яна Чепелова Катажина Пітер                      | 3–6, 6–2, [6–10] |
| Поразка   | 18.  | 23 жовтня 2011    | Севілья, Іспанія              | Ґрунт      | Інес Феррер Суарес    | Лара Арруабаррена Естрелья Кабеса Кандела        | 4–6, 4–6         |
| Поразка   | 19.  | 30 червня 2012    | Періге, Франція               | Ґрунт      | Інес Феррер Суарес    | Майлен Ору Марія Ірігоєн                         | 1–6, 2–6         |
| Перемога  | 20.  | 11 жовтня 2012    | Сан-Кугат-дал-Бальєс, Іспанія | Ґрунт      | Аранча Парра Сантонха | Інес Феррер Суарес Рішель Гогеркамп              | 6–3, 6–3         |
| Поразка   | 21.  | 4 лютого 2013     | Гренобль, Франція             | Тверде (i) | Ніколе Клеріко        | Марія Кондратьєва Рената Ворачова                | 1–6, 4–6         |
| Перемога  | 22.  | 18 лютого 2013    | Майорка, Іспанія              | Ґрунт      | Река-Луца Яні         | Анастасія Гримальська Яна Сізікова               | 6–3, 6–2         |
| Перемога  | 23.  | 25 лютого 2013    | Майорка, Іспанія              | Ґрунт      | Река-Луца Яні         | Лусія Сервера Васкес Кароліна Пратс Мільян       | 6–2, 6–1         |